# Синьков, Николай Сергеевич
Синьков Николай Сергеевич (род. 31 августа 1971, Ульяновск) — советский и российский хоккеист с мячом, мастер спорта России, бывший защитник клубов «Волга» (Ульяновск) и «Старт» (Нижний Новгород).

## Биография
Начал играть в 1978 году в Ульяновске в школе Волги. Выступал за Волгу и нижегородский Старт.
Умело действовал в отборе мяча, хорошо играл с лёта, строго соблюдал игровую дисциплину, ответственно относился к требованиям учебно-тренировочного процесса.

## Достижения

### Хоккей с мячом
— Чемпионат России 1997.
 — Кубок России 2000.

### Ринк-бенди
Чемпионат России - 1997, 1999 

 Чемпионат России - 1995, 1996 

 Чемпионат России - 2002 